# Layer 2 Tunneling Protocol Version 3
Le Layer 2 Tunneling Protocol Version 3 (L2TPv3, standardisé en 2005 dans la RFC 3931) est un protocole d'encapsulation point à point d'un protocole quelconque de niveau 2 dans IP. C'est une évolution importante du Layer 2 Tunneling Protocol (L2TPv2) qui n'autorise que l'encapsulation du protocole PPP.
Une session L2TPv3 entre deux équipements est appelée un pseudo-wire.
Plus complet que la Generic Routing Encapsulation (GRE), L2TPv3 peut être associé à une authentification AAA (Authentication, Authorization and Accounting), basée par exemple sur un serveur Radius, pour offrir des services de type VPN, apportant une alternative simple à MPLS.